# جوستين سكينر (لاعب كرة قدم)
جوستين سكينر (بالإنجليزية: Justin Skinner)‏ (17 سبتمبر 1972 في المملكة المتحدة - ) هو لاعب كرة قدم بريطاني في مركز الدفاع. لعب مع إبسفليت يونايتد ونادي بورنموث ونادي مارغيت وويكمب وندررز ونادي ويمبلدون وAylesbury United F.C. ‏.

## وصلات خارجية
- جوستين سكينر (لاعب كرة قدم) على موقع قاعدة بيانات كرة القدم.إي يو (الإنجليزية)
- جوستين سكينر (لاعب كرة قدم) على موقع Soccerbase.com (لاعب) (الإنجليزية)
- جوستين سكينر (لاعب كرة قدم) على موقع عالم كرة القدم.نت (الإنجليزية)